# 방어진산성
방어진산성(方魚津山城)은 울산광역시 동구 전하동 일대에 있는 조선시대 산성이다. 2018년 3월 2일 울산 동구의 향토문화재 제6호로 지정되었다가, 2019년 4월 4일 제11호로 지정번호가 변경되었다.

## 개요
방어진산성은 신라시대에 만들어진 성이라고도 전해지지만, 임진왜란 무렵에 왜국과의 항전을 위해 축조된 것으로 보인다. 일명 시루성, 방어동산성이라고도 부른다. 방어진산성은 토성으로 염포산의 동쪽 끝자락 산정 부분[해발 100m]에 있다. 1871년 『영남읍지(嶺南邑誌)』「울산목장목지(蔚山牧場牧誌)」에는 전하마을 뒷산에 산성 터가 남아 있다고 했는데 이곳을 가리킨다.
방어진산성 터 동쪽으로 산성마을, '장성 밖'이라는 지명이 남아 있다. 기와편이 다수 채집되고 있지만 관련 연구가 되지 않아서 정확한 내용을 알기 어렵다.
방어진산성은 소규모의 토성으로 관련 조사가 제대로 이루어지지 않았다. 자세한 내용을 파악을 위해서 정밀 조사가 필요한 유적이다.

## 지정 사유
방어진산성은 포산(浦山)의 동쪽 끝자락 해발 100m의 산 정상에 위치한 토성이며 구전에 따르면 신라성이라 하였는데 변형되어 '시루성'으로 불리고 있다.
이를 뒷받침 해주는 시가 한편 있는데, 조선후기 남목마성의 감목관 홍세태가 지은 '신라고성(新羅古城)'이다.
평면 형태는 타원형으로 규모가 매우 작고, 미포만~일산진에 이어 지는 해안을 한눈에 조망 할 수 있는 입지적 특성 때문에 관측을 주로 하는 보루였을 가능성이 높다.
축조 시기는 구체적인 기록이 없어 정확하게 알 수는 없지만, 인근에 삼국~통일신라시대의 고분이 유존하여 있고 동축사가 근거리에 위치하고 있는 것을 볼 때 신라시대까지도 상정해 볼 수 있다.